# فرناندو غاستون سولير
فرناندو غاستون سولير (بالإسبانية: Fernando Gaston Soler)‏ (24 فبراير 1978 في الأرجنتين - ) هو لاعب كرة قدم أرجنتيني في مركز الهجوم. لعب مع أرسنال ساراندي وبرسيبورا جايابورا وجيجو يونايتد وخميناسيا خوخوي وسبورتيفو ديسامبارادوس ونادي لانوس وPersiba Balikpapan ‏ وأتليتكو بلاتينسي ‏ ونادي بورنيو وClub Atlético Temperley ‏ وA.D. Municipal Pérez Zeledón ‏ وGimnasia y Esgrima de Concepción del Uruguay ‏ وبيرسيبايا سورابايا وPersibom Bolaang Mongondow ‏ وسان مارتين دي سان خوان.

## وصلات خارجية
- فرناندو غاستون سولير على موقع قاعدة بيانات كرة القدم.إي يو (الإنجليزية)
- فرناندو غاستون سولير على موقع Soccerway.com (الإنجليزية)